# Шелег Михайло Володимирович
Михайло Володимирович Шелег (рос. Михаил Владимирович Шелег; нар. 27 вересня 1955, Корсаков, Сахалінська область) — російський співак, поет, письменник, музикант, композитор, аранжувальник, автор-виконавець російського шансону. Лауреат премій «Шансон року».

## Біографія
Михайло Шелег народився на острові Сахалін, в місті Корсаков 27 вересня 1955 року. Мати Михайла викладала біологію в середній школі, а батько служив офіцером Військово-Морського флоту СРСР, тому сім'я Шелег неодноразово змінювала місце проживання, так що середню школу Михайло закінчив уже в західній частині СРСР, в Латвії, в місті Лієпая.
Навчаючись у восьмому класі, Михайло Шелег серйозно захопився грою на гітарі і вже в 1972 році створив свій перший музичний гурт. Однак після призову на військову службу в 1973 році, він змушений був покинути колектив. Служив Михайло 2 роки, спочатку в «учебці» в місті Харкові (УРСР), а потім в Амурській області, в складі військ ППО. Під час служби виконував роботу художника військової частини і керував військовим ВІА.
Після звільнення в запас Михайло знову повернувся в Лієпаю, де працював художником-оформлювачем. В якості художника-графіка брав участь в декількох міських виставках, а також виставляв свої роботи на кількох персональних виставках. В рамках громадського руху «Митці - місту» брав участь у розписі стін будинків. Заняття музикою Шелег теж не залишав і керував аматорським рок-гуртом.
У 1981 році Михайло переїхав в Ленінград, де влаштовується на роботу художником по рекламі в кінотеатрах «Титан» і «Знання» на Невському проспекті.
Михайло Шелег протягом п'яти наступних років, стає членом Міського клубу пісні, клубу авторської пісні «Схід», як автор-виконавець бере активну участь в клубних концертах і фестивалях.
У 1986 році спільно з гуртом однодумців бере участь в створенні Експериментального Товариства Авторів Пісень (ЕТАП) і віддає чимало сил становленню цього неформального молодіжного об'єднання .
Шелег дає сольні концерти, а також бере участь в збірних. Його партнерами по сцені в різний час були рок-гурти «Август», «Акваріум», «Бригада С», «АукцЫон», «ДДТ», «Пикник». Також Михайло багато гастролював по Радянському Союзу з артистами естради і кіно, з якими також організовував спільні виступи.
У 1990 році Шелег запрошений на Ленінградське телебачення, де веде авторську програму «Північний шансон».
Спільно з Олександром Новіковим, Вікою Цигановою і іншими виконавцями російського шансону успішно виступає на першому фестивалі шансону «Лиговка-91», який проходив в 1991 році в місті Ленінграді. Був одружений, є дочка. 
З 1995 року Михайло Шелег живе та працює в Москві.
За свою творчу кар'єру випустив кілька сольних альбомів. Крім цього, його пісні неодноразово включалися в пісенні шансон збірки. Пісні Михайла шеляга виконували Гера Грач, Олександр Маршал, Ольга Орлова, Катя Огоньок, Наталія Штурм, Володимир Черняков, Таня Тішінська, Олександр Іванов, Віктор Корольов та інші відомі в середовищі любителів російського шансону виконавці.
Михайло Шелег брав участь в концертах, присвячених пам'яті Сергія Наговіцина, Аркадія Сєвєрного, Сергія Бурмістрова  і Михайла Круга .

## Дискографія

### Номерні альбоми
- 1994 - В Натуре, АП!
- 1996 - Рыжая
- 1997 - По Садовому кольцу
- 1998 - Белый ангел
- 2000 - За удачу!
- 2000 - Бабочка-любовь
- 2001 - Четвёртая осень
- 2002 - Давай, закурим!
- 2005 - На перекрёстке
- 2006 - Донна Роза
- 2010 - Червоні вітрила

### Творчість під псевдонімом Миша ША!
- 1996 - Резиновая Зина
- 1998 - Резиновый Ванюша
- 1999 - Третий глаз (Отмороженная)

### Магнітоальбоми і концерти
- 1985 - Гитарный концерт
- 1994 - 1-й Одесский концерт
- 1994 - 2-й Одесский концерт
- 1994 - 3-й Одесский концерт
- 1995 - 4-й Одесский концерт
- 1995 - 5-й Одесский концерт
- 1995 - Одесский концерт
- 1995 - Снова в Одессе

### Збірники
- 2000 - Легенды Русского шансона
- 2001 - Дождись (Живая серия)
- 2002 - За глаза твои карие (Серия «Легенды жанра»)
- 2004 - За глаза твои карие
- 2005 - Чайки и кресты
- 2009 -The best of
- 2011 - Новое и лучшее